# Tegosa niveonotis
Tegosa niveonotis är en fjärilsart som beskrevs av Butler och Druce 1872. Tegosa niveonotis ingår i släktet Tegosa och familjen praktfjärilar. Inga underarter finns listade i Catalogue of Life.